# Agustín Aranzábal Alkorta
Agustín Aranzábal Alkorta (Sant Sebastià, Guipúscoa, 15 de març de 1973), és un futbolista basc, ja retirat. Jugava de defensa esquerre. És fill del també futbolista Gaztelu, que va defensar els colors de la Reial Societat.

## Trajectòria
Durant la seua formació, Aranzábal va passar pel Bergara i l'Easo fins a arribar al 1991 al planter de la Reial Societat. La 92/93 disputa 34 partits amb la Reial Societat B, i 1 amb la Reial Societat a primera divisió.
La campanya següent ja forma part del primer equip, però tot just participa en tres partits de lliga. La situació canvia a partir de la temporada 1994-95, quan es fa amb la titularitat del lateral esquerre donostiarra durant deu anys. En total, va jugar 331 partits de blanc-i-blau a la primera divisió, i va contribuir al subcampionat de la temporada 2002-03 i el tercer lloc de la 1997-98.
Quan la seua carrera comença a caure en declivi, fitxa pel Reial Saragossa, però solament té una participació ressenyable el primer any (2004-05), en el qual hi apareix en 21 partits. Xifra que baixa fins als 9 de la 2005-06 i un tan sols a la 2006-07. Al final d'eixa temporada deixa el club aragonès i el futbol d'elit per jugar amb un equip amateur tinerfeny, el CD Vera, on milita una temporada abans de penjar les botes, el 2008.

### Selecció espanyola
Aranzábal va disputar 28 partits amb la selecció espanyola de futbol entre 1995 i el 2003. Va formar part del combinat espanyol que va acudir al Mundial de França de 1998 i a l'Eurocopa de Bèlgica i Països Baixos del 2000.
També va ser present als Jocs Olímpics d'Atlanta 96.